# Nacionalni park Avaš
Nacionalni park Avaš nalazi se u regiji Afar, u Etiopiji, udaljen je oko 255 km istočno od glavnog grada Adis Abebe, grad Avaš se nalazi na njegovoj sjevernoj granici.

## Zemljopisne osobine
Južna granica parka je rijeka Avaš, park ima 756 km² koji se sastoji uglavnom od bagremove šume i savane. Magistralna cesta Adis Abeba  - Dire Dawa prolazi kroz park, i razdvaja park na južni ( Visoravan Illala Saha) i sjeverni dio (Dolina Kudu).
Nacionalni park Avaš osnovan je 1966., iako je zakonski ostao u zrakopraznom prostoru još naredne tri godine. Divlje životinje u ovom parku su tipične za Istočnu Afriku; antilope Bejza (Oriks), Aul gazele (Gazella soemmerringii), Dikdik antilope, Kudu antilope kao i preko 350 autoktonih vrsta ptica.
Ranije je u parku bilo čopora Afričkih divljih pasa (Lycaon pictus), ali su danas istrijebljeni. Unutar parka nalazi se jezero Basaka i stratovulkan Fentale visok 2,007 m, s 350 m dubokim kraterom.
U gornjem dijelu Doline Kudu kod mjesta Filvoha nalaze se termalni izvori usred palminih lugova.

## Vanjske poveznice
- Awash National Park
- SAVE AWASH NATIONAL PARK[neaktivna poveznica]
- Waterfall in Awash National Park  Arhivirana inačica izvorne stranice od 16. prosinca 2009. (Wayback Machine)